# Do Thái giáo
Do Thái giáo hay đạo Do Thái (tiếng Hebrew: יהודה, Yehudah, "Judah" theo tiếng Latin và tiếng Hy Lạp) là một tôn giáo đơn thần cổ đại thuộc nhóm các tôn giáo khởi nguồn từ Abraham dựa trên nền tảng của Kinh Torah (là một phần của Kinh Tanakh hay Kinh Thánh Hebrew), gắn liền với lịch sử của dân tộc Do Thái, như đã được diễn giải trong Kinh Talmud và các sách, hoặc các kinh khác. Do Thái giáo bao gồm tôn giáo, tư tưởng triết học và văn hoá, tập quán của người Do Thái. Do Thái giáo bao gồm một tập tài liệu văn bản tôn giáo đồ sộ, các cách thực hành đạo, các chức vụ thần học và các tổ chức cộng đồng tôn giáo. Kinh thánh Torah là một phần của văn bản tôn giáo đồ sộ này, được gọi là Kinh Tanakh hoặc Kinh Thánh Hebrew, và được bổ sung thêm các cách luận giải kinh thánh truyền thống qua truyền miệng, sau này được ghi chép qua các văn bản như Midrash và Talmud. Với khoảng 14,5 triệu cho đến 17,5 triệu tín đồ trên toàn thế giới, Do Thái giáo là tôn giáo lớn thứ mười trên toàn thế giới.
Chiều dài lịch sử của Do Thái Giáo đã trải qua hơn 3000 năm. Đạo Do Thái giáo có nguồn gốc từ Trung Đông trong khoảng Thời đại đồ đồng. Do Thái giáo được xem là một trong những tôn giáo độc thần cổ đại nhất thế giới. Đạo Do Thái giáo trong quan điểm của những người Do Thái sùng đạo thì tôn giáo này là mối quan hệ giao ước giữa Người Israel (cổ đại) (và sau này, người Do Thái) với Thiên Chúa, cho nên, nhiều người xem đây là tôn giáo đơn thần đầu tiên. Do Thái giáo là một trong những tôn giáo cổ xưa nhất mà vẫn còn được thực hành cho đến ngày nay, sách thánh và rất nhiều truyền thống của Do Thái giáo tiếp tục được coi trọng trong các tôn giáo truyền thống Abraham nói chung và cộng đồng Do Thái giáo nói riêng. Vì thế, lịch sử và những luận lý, đạo đức của Do Thái giáo có ảnh hưởng ít nhiều đến các tôn giáo khác, bao gồm cả Ki-tô giáo, Hồi giáo, và Ba-ha-i giáo.
Nhiều phương diện của Do Thái giáo ảnh hưởng trực tiếp hoặc gián tiếp tới các khái niệm về đạo đức và luật dân sự của các nước phương Tây. Nền văn minh Hebrew cũng là một yếu tố quan trọng trong sự phát triển nền văn minh phương Tây như Hê-lê-ni-sơ, và Do Thái giáo như là một tôn giáo mẹ đẻ của Ki-tô giáo, đã mài bén các lý tưởng và đạo đức phương Tây từ Kỷ nguyên Cơ Đốc giáo.
Vì đại đa số người theo Do Thái giáo là người Do Thái nên tín đồ tôn giáo này cũng được gọi là người Do Thái, và gọi như thế là đang nói đến nhóm tôn giáo mang tính chất dân tộc, vì các lý do trong sách thánh đã xác định họ là một "công dân riêng", chứ không chỉ riêng những người theo đạo. Năm 2007, mặt độ dân số Do Thái ước tính khoảng 13.2 triệu người, trong đó chỉ có 41% sinh sống ở Israel. Năm 2015, tổng dân số của người Do Thái trên toàn cầu được ước tính là khoảng 14.3 triệu người, chiếm 0.2% tổng dân số nhân loại. Khoảng 43% người Do thái sống ở quốc gia Israel và 43% người Do Thái sống ở nước Mỹ và Ca-na-đa, đa số những người Do Thái còn lại đang sinh sống ở Châu Âu, và những nhóm người Do Thái dân tộc thiểu số khác sống ở vùng Nam Mỹ, Châu Á, Châu Phi, và Châu Úc.
Trong Do Thái giáo hiện đại, giáo quyền không được trao cho một người riêng lẻ hay một cơ quan nào, mà được thể hiện trong sách thánh, giáo luật, và các thầy giảng (Rabbi) là những người diễn dịch Kinh Thánh thành giáo luật. Theo những lời truyền của người Do Thái, tôn giáo này khởi nguồn bằng giao ước giữa Thiên Chúa và ông Abraham (khoảng năm 2000 trước Công nguyên), là tổ phụ và quốc tổ của nhà nước Do Thái. Qua nhiều thời đại, Do Thái giáo gắn liền với rất nhiều luân lý tôn giáo, mà quan trọng nhất là đức tin vào một Thiên Chúa duy nhất là đấng toàn năng, rất nhân từ, thông biết mọi sự, Người đã tạo dựng vũ trụ và tiếp tục thống trị nó. Theo tục truyền Do Thái, Thiên Chúa thiết lập giao ước với con cái Israel và hậu duệ, cho họ biết lề luật và giới răn của đấng này thông qua ông Moses trên Núi Si-na-i. Do Thái giáo trân trọng việc học hỏi Kinh Thánh và tuân giữ các điều răn đã ghi trong đó như đã được dẫn giải chi tiết trong sách Ta-lơ-mút.

## Học thuyết và tín điều đức tin
1. Thiên Chúa thực hữu.
2. Thiên Chúa là duy nhất và khác biệt với muôn vật.
3. Thiên Chúa không có thân thể theo vật lý.
4. Thiên Chúa là vĩnh cửu.
5. Chỉ cầu nguyện với một mình Thiên Chúa mà thôi.
6. Lời của các tiên tri là chân thật.
7. Những lời tiên tri của Moses là chân thật và ông là tiên tri vĩ đại nhất trong số các tiên tri.
8. Bộ Torah được ghi chép thành văn tự và bộ Torah khẩu truyền (về sau được chép lại thành bộ Talmud) đều do Thiên Chúa phán truyền cho Moses.
9. Sẽ không có một bộ Torah nào khác hơn là bộ Torah truyền thống.
10. Thiên Chúa biết hết các tâm tưởng và việc làm của loài người.
11. Thiên Chúa sẽ thưởng người tốt và phạt người xấu.
12. Đấng Messiah sẽ đến.
13. Người chết sẽ được sống lại. Tác giả: Maimonides

Do Thái giáo là một tôn giáo đơn thần dựa trên những nguyên tắc và đạo đức đã được nói đến trong Kinh Thánh Do Thái, cũng được giảng giải kỹ hơn trong sách Talmud và các sách thánh khác. Theo người Do Thái, Do Thái giáo khởi nguồn từ Giao ước giữa Thiên Chúa và ông Abraham.
Trên thực tế, Do Thái giáo hầu như không đồng nhất nhưng trong lý thuyết thì luôn luôn là tôn giáo đơn thần - mặc dù sách Tanakh có ghi lại những giai đoạn quan trọng của việc bội giáo giữa những người Israel từ Do Thái giáo.
Theo lịch sử, Do Thái giáo xem niềm tin vào sự mặc khải  và sự chấp nhận sách Torah (sách Ngũ Kinh) là cốt lõi căn bản của đức tin, nhưng Do Thái giáo lại không có một cơ quan trung ương để hướng dẫn các giáo điều. Việc này làm phát sinh nhiều nghi thức khác nhau tuỳ vào niềm tin thần học cụ thể vốn gắn liền với sách Torah và Talmud. Trong khi một số thầy rabbi chấp nhận một nghi thức, số khác lại bất đồng, nhiều người lại chỉ trích những nỗ lực như thế là giảm thiểu sự tuân phục toàn bộ sách Torah. Đáng chú ý, trong sách Talmud một số nguyên tắc đức tin lại được xem là rất quan trọng mà những ai phản kháng lại đều có thể bị xếp vào loại "apikoros" (dị giáo).
Qua nhiều thế kỷ, rất nhiều nghi thức của nguyên tắc đức tin Do Thái giáo đã xuất hiện rõ, mặc dù chúng có thể khác biệt ở vài điểm cụ thể nào đó, chúng vẫn biểu lộ sự tương đồng của nền tảng đức tin. Trong những thể thức ấy, một thể thức vô cùng quan trọng là 13 nguyên tắc đức tin của triết gia Maimonides hình thành từ thế kỷ XII. Những nguyên tắc này đã gây ra nhiều tranh cãi khi lần đầu được trình bày, làm dấy lên chỉ trích bởi hai triết gia Hasdai Crescas và Joseph Albo. Mười ba nguyên tắc đức tin của Maimonides đã bị cộng đồng Do Thái phớt lờ trong vài thế kỷ tiếp theo.
Joseph Albo và Abraham ben David đã phê bình các nguyên tắc của Maimonides chứa quá nhiều điều mặc dù đúng nhưng vẫn không phải là cơ bản của đức tin và do đó làm cho nhiều người Do Thái bị liệt vào loại "dị giáo" trong khi những người này chỉ phạm lỗi đơn thuần.

## Sách thánh

### Văn chương Rabbin
Do Thái giáo luôn đề cao nghiên cứu thánh kinh cũng như các sách thánh khác. Sau đây là bảng các sách được xem là trọng tâm của Do Thái giáo để thực hành cũng như suy niệm.
- Kinh Thánh Hebrew[32] và chú giải
  - Kinh Thánh Hebrew
  - Targum
  - Chú giải Kinh Thánh Do Thái
- Văn chương Rabbin cổ
  - Mishnah và chú giải
  - Tosefta và tiểu luận
  - Talmud:
    - Babylon Talmud và chú giải
    - Jerusalem Talmud và chú giải
- Midrash:
  - Midrash Halakha
  - Midrash Aggada
- Văn chương Halakha
  - Giáo luật
    - Mishneh Torah và chú giải
    - Arba'ah Turim và chú giải
    - Shulchan Aruch và chú giải

  - Văn chương Responsa (Hỏi đáp)
- Tư duy và Đạo đức
  - Triết học Do Thái giáo
  - Kabbalah
  - Sách Haredi

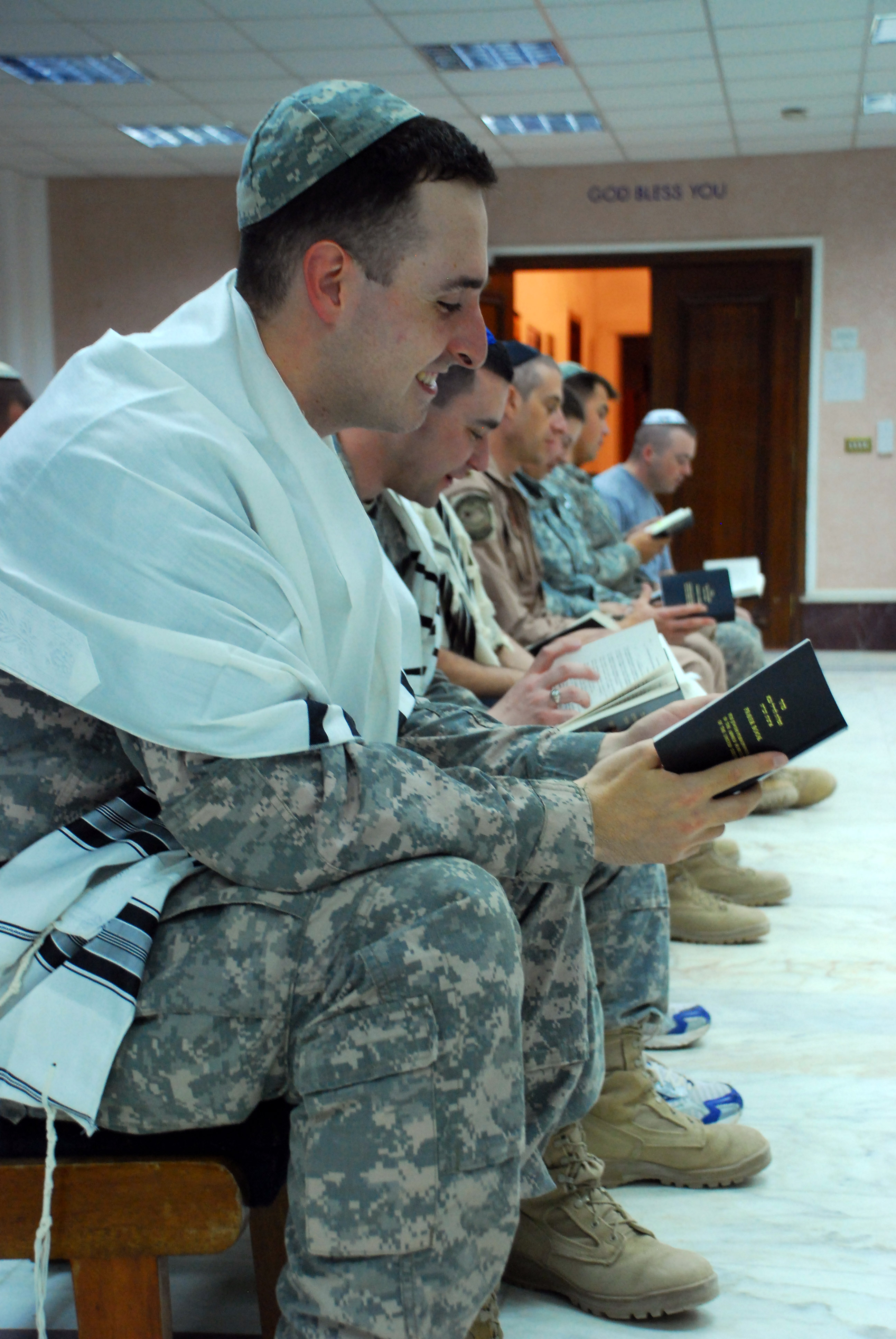
Quân đội Mỹ nghiên cứu thánh kinh Do Thái

  - Đạo đức Do Thái giáo và Phong trào Mussar
- Siddur và Nghi lễ Do Thái giáo
- Piyyut (Thơ cổ)

### Sách luật

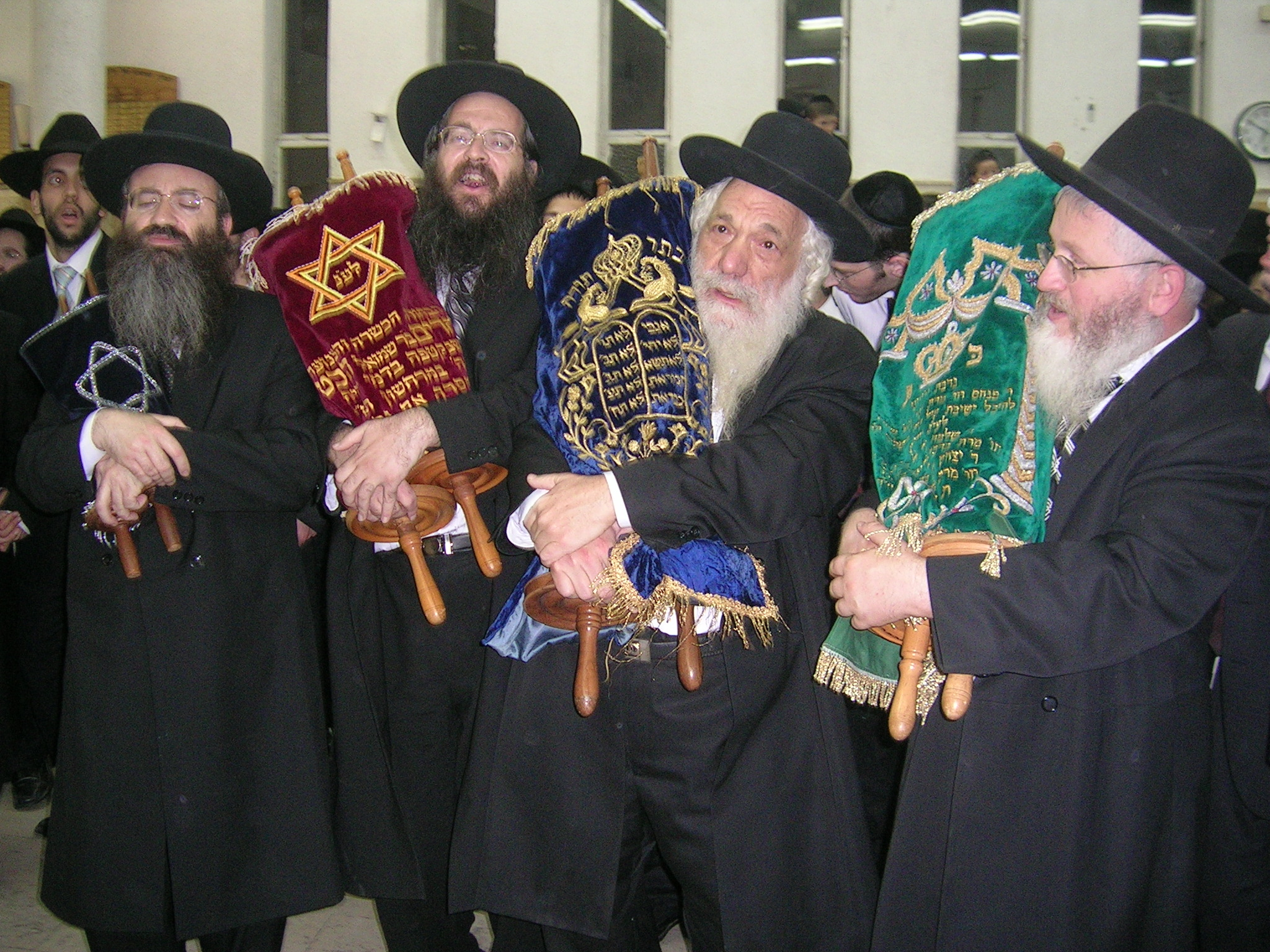
Những ông lão người Do Thái đang ôm cuộn kinh Torah trong lòng

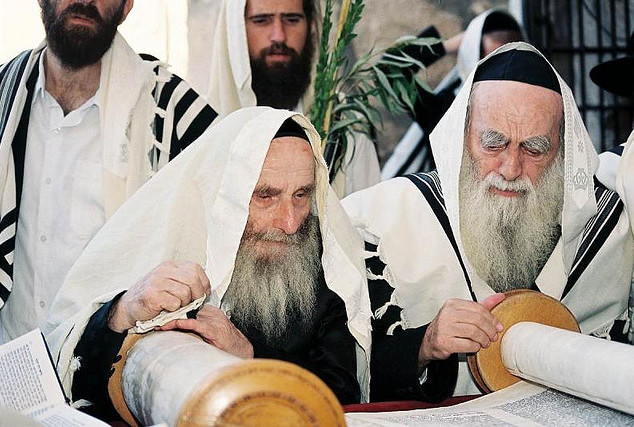
Các bô lão người Do Thái đọc thánh thư Torah vào buổi sáng

Nền tảng của luật và các truyền thống ("halakha") trong Do Thái giáo là sách Torah (còn gọi là Ngũ thư Kinh thánh hoặc Ngũ kinh Moses). Có tổng cộng 613 điều răn trong sách Torah. Trong đó, một số điều răn chỉ được áp dụng cho nam giới hoặc nữ giới, một số điều chỉ dành cho các thầy tế lễ thời xưa - thầy tư tế (kohen) và thầy Lêvi, một số điều răn dành riêng cho nông dân trong vùng đất Israel. Nhiều điều răn chỉ được áp dụng khi Đền thờ Jerusalem còn tồn tại, và ngày nay người ta chỉ phải tuân theo chưa tới 300 điều răn trong sách này.
Đức tin của một số nhóm Do Thái giáo như nhóm Sađốc, nhóm Karaite là chỉ dựa vào các bản văn của sách Torah, nhưng hầu hết các tín hữu Do Thái giáo đều tin vào "khẩu luật". Những truyền thống này được truyền miệng trong phái Pharisêu ở thời kỳ cổ xưa của đạo, sau đó được ghi chép lại thành văn bản và được các thầy Rabi loan truyền rộng rãi.
Các thầy giảng Do Thái giáo thường cắt nghĩa một điều trong sách Torah (các luật được chép lại thành văn bản) song song với một truyền thống được truyền miệng. Khi trong sách có những từ ngữ chưa được giảng giải, những nghi thức không có hướng dẫn thì người Do Thái giả định rằng họ đã biết thông qua kiểu truyền miệng. Cách giải thích song song này dần dần trở thành khẩu luật.
Trước thời của thầy Rabi Judah haNasi (năm 200 trước Công nguyên), sau sự sụp đổ Đền thờ Jerusalem, nhiều phần trong khẩu luật được biên soạn lại thành sách Mishnah. Hơn bốn thế kỷ tiếp theo, nhiều bàn luận và tranh cãi giữa hai cộng đồng Do Thái giáo lớn nhất thế giới (ở Israel và Babylon) và các chú giải về sách Mishnah giữa hai cộng đồng này cuối cùng cũng được tập hợp lại và biên soạn thành hai sách Talmud.
Halakha, cách sống đạo hàng ngày, là sự kết hợp của ba việc, đó là đọc sách Torah, các truyền thống truyền miệng - sách Mishnah và chú giải, sách Talmud và chú giải. Sách luật Halakha dần được hình thành. Việc ghi chép lại các câu hỏi với thầy Rabi và các câu trả lời của thầy được gọi là sách Responsa (sách Hỏi đáp, tiếng Hebrew Sheelot U-Teshuvot.) Theo thời gian, bộ giáo luật Do Thái giáo được ghi chép lại, chủ yếu dựa vào sách Responsa; sách luật quan trọng nhất là Shulchan Aruch, mà ngày nay Chính thống giáo dựa vào để cử hành các nghi thức phụng vụ.

### Triết học Do Thái giáo
Triết học Do Thái giáo là sự kết hợp giữa các nghiên cứu triết học và thần học Do Thái giáo. Có thể kể đến các triết gia Do Thái giáo nổi tiếng là Solomon ibn Gabirol, Saadia Gaon, Maimonides và Gersonides. Những thay đổi chính yếu xảy ra trong Thời đại ánh sáng (cuối những năm 1700 đến đầu những năm 1800) dẫn đến việc xuất hiện các triết gia thời kỳ hậu Thời đại ánh sáng. Triết học Do Thái giáo hiện đại bao gồm cả triết học Do Thái giáo chính thống và Do Thái giáo phi chính thống. Các triết gia Do Thái giáo chính thống nổi bật là Eliyahu Eliezer Dessler, Joseph B. Soloveitchik, và Yitzchok Hutner. Các triết gia Do Thái giáo phi chính thống nổi tiếng là Martin Buber, Franz Rosenzweig, Mordecai Kaplan, Abraham Joshua Heschel và Emmanuel Lévinas.

## Lễ Do Thái giáo
Đạo Do Thái Giáo có nhiều đồ vật được sử dụng cho những mục đích khác nhau.

### Y phục

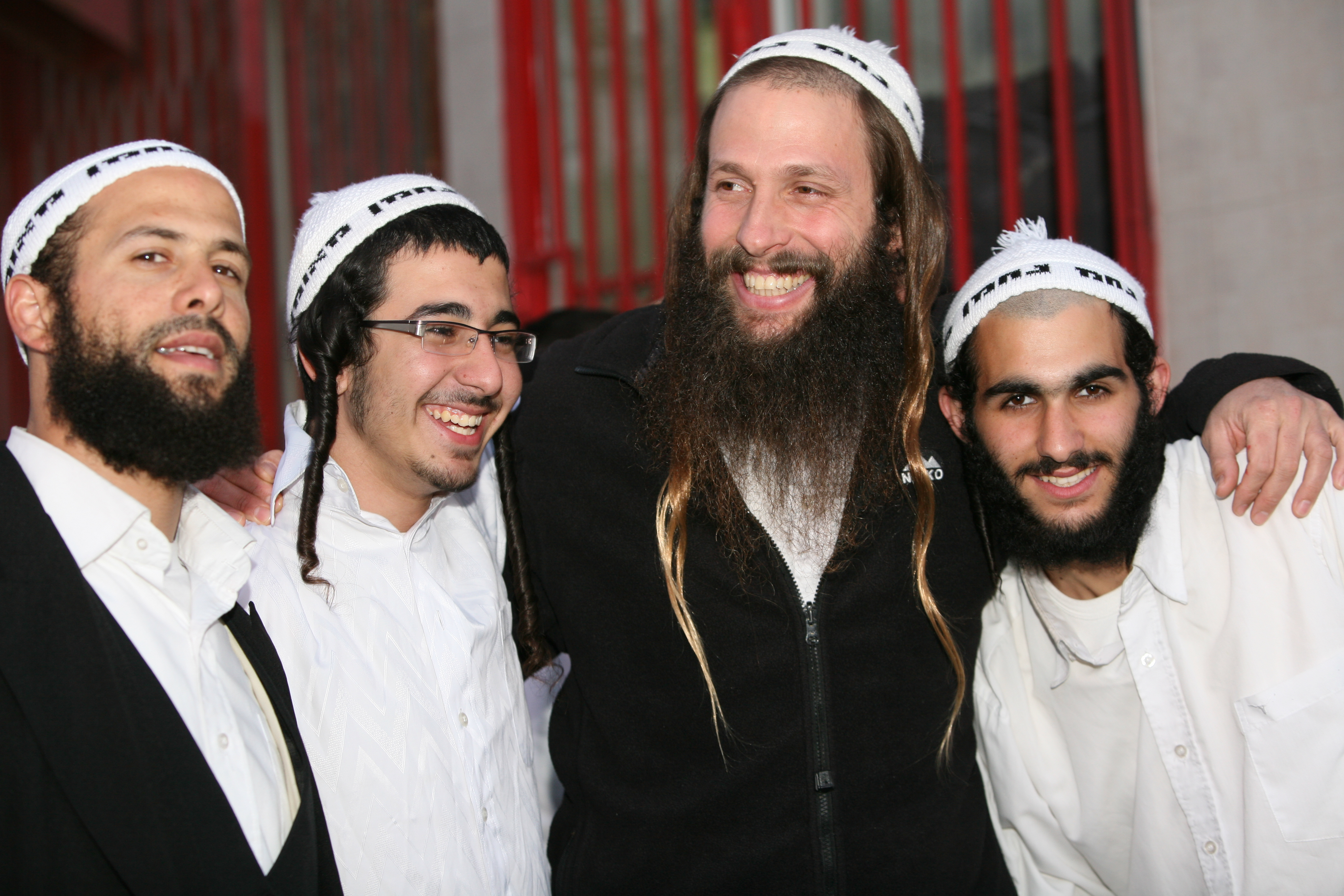
Các chàng trai trẻ người Do Thái đội mũ sợ chúa Kippah

- Kippah (tiếng Hebrew: כִּפָּה) (tiếng Việt: Mũ Sợ Chúa) là một chiếc nón không vành, hơi tròn để trùm đầu. Nón này được đàn ông Do Thái trùm đầu khi cầu nguyện, ăn uống, đọc lời chúc lành hoặc đọc sách thánh, một số người luôn luôn đội nón này bất kể dịp nào. Ở một số cộng đồng Do Thái giáo phi chính thống, một số phụ nữ cũng dùng nón trùm đầu. Kích thước nón cũng rất khác nhau, từ cỡ nhỏ chỉ che được phần gáy đến cỡ lớn có thể trùm nguyên đầu.
- Tzitzit (tiếng Hebrew: צִיציִת) là những tua hay quả tua được kết đặc biệt để trang trí vào bốn góc của tallit (tiếng Hebrew: טַלִּית) có nghĩa là "khăn choàng cầu nguyện". Khăn này được dùng trong các buổi cầu nguyện cho cả nam lẫn nữ. Độ tuổi để choàng khăn có thể khác nhau. Trong cộng đồng Sephardi, trẻ em trai choàng khăn khi lên tuổi 13 (bar mitzvah). Trong một số cộng đồng Ashkenazi, người ta chỉ choàng khăn sau khi kết hôn. Tallit katan (khăn choàng nhỏ) là một dải vải có tua được choàng dưới áo suốt ngày. Một số cộng đồng Do Thái giáo chính thống, khăn có thể choàng tự do phía ngoài áo.

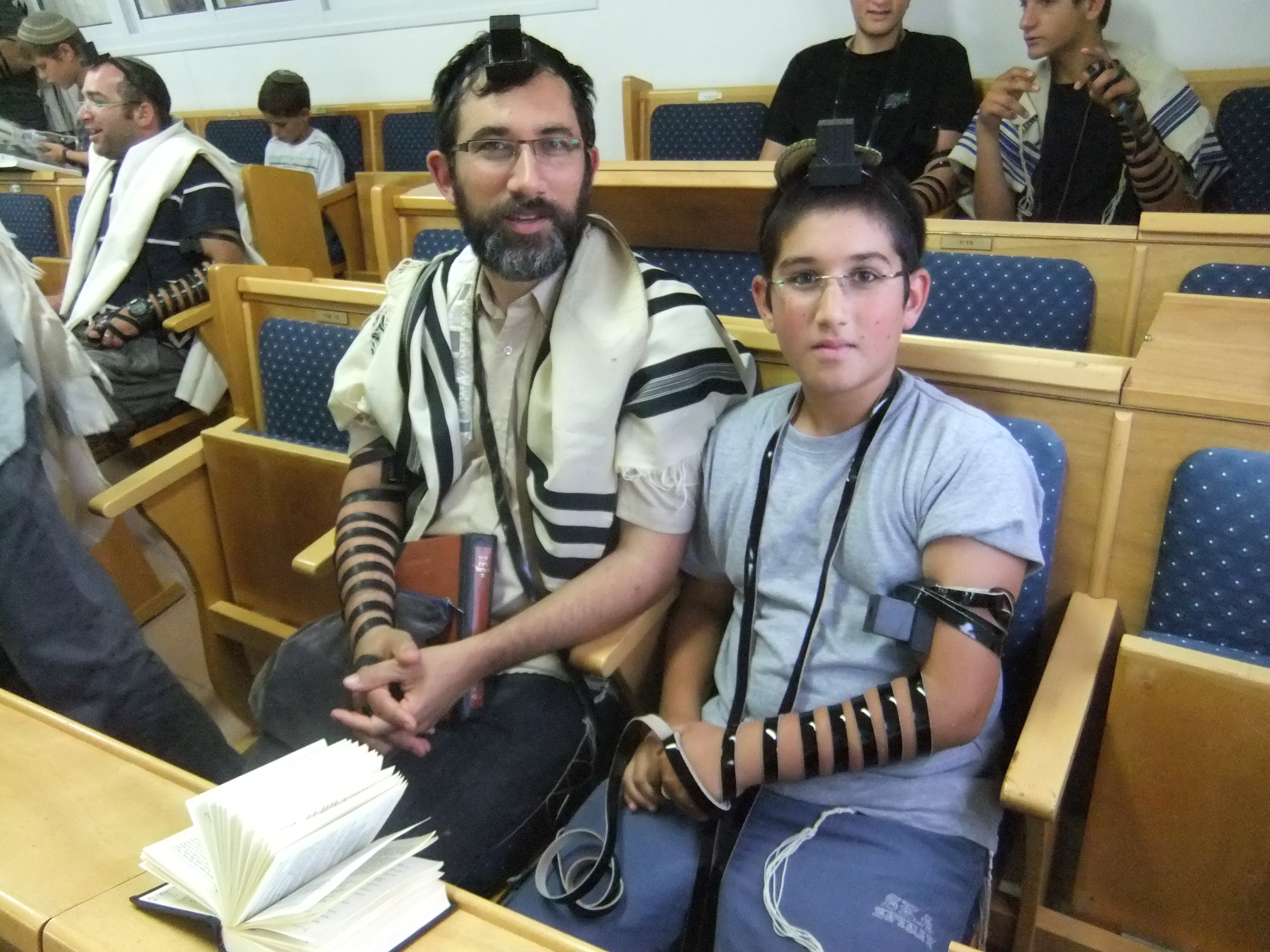
Hai cha con người Do Thái mặc hộp đựng kinh Tefillin trên đầu, người cha Do Thái mặc khăn choàng cầu nguyện tallit (bên trái)

- Hộp Đựng Kinh (Tiếng Anh: Tefillin) (tiếng Hebrew: תְפִלִּין) là những hộp hình vuông bằng da để đựng các câu trích từ Kinh thánh đeo ở trước trán và quấn quanh tay trái bằng các sợi dây da. Người ta đeo nó trong các buổi cầu nguyện ban sáng mỗi ngày.[33]
- Kittel là áo vải trắng, dài tới đầu gối thường được các chủ tế hoặc tín hữu mặc trong các dịp Lễ trọng. Theo truyền thống, gia trưởng sẽ mặc áo này trong bữa tối Lễ Vượt qua, một số chú rể cũng bận áo này dưới áo cưới. Khi qua đời, đàn ông Do Thái được choàng khăn tallit hoặc mặc áo kittel, đó là y phục tachrichim (đồ tang lễ).

### Cầu nguyện

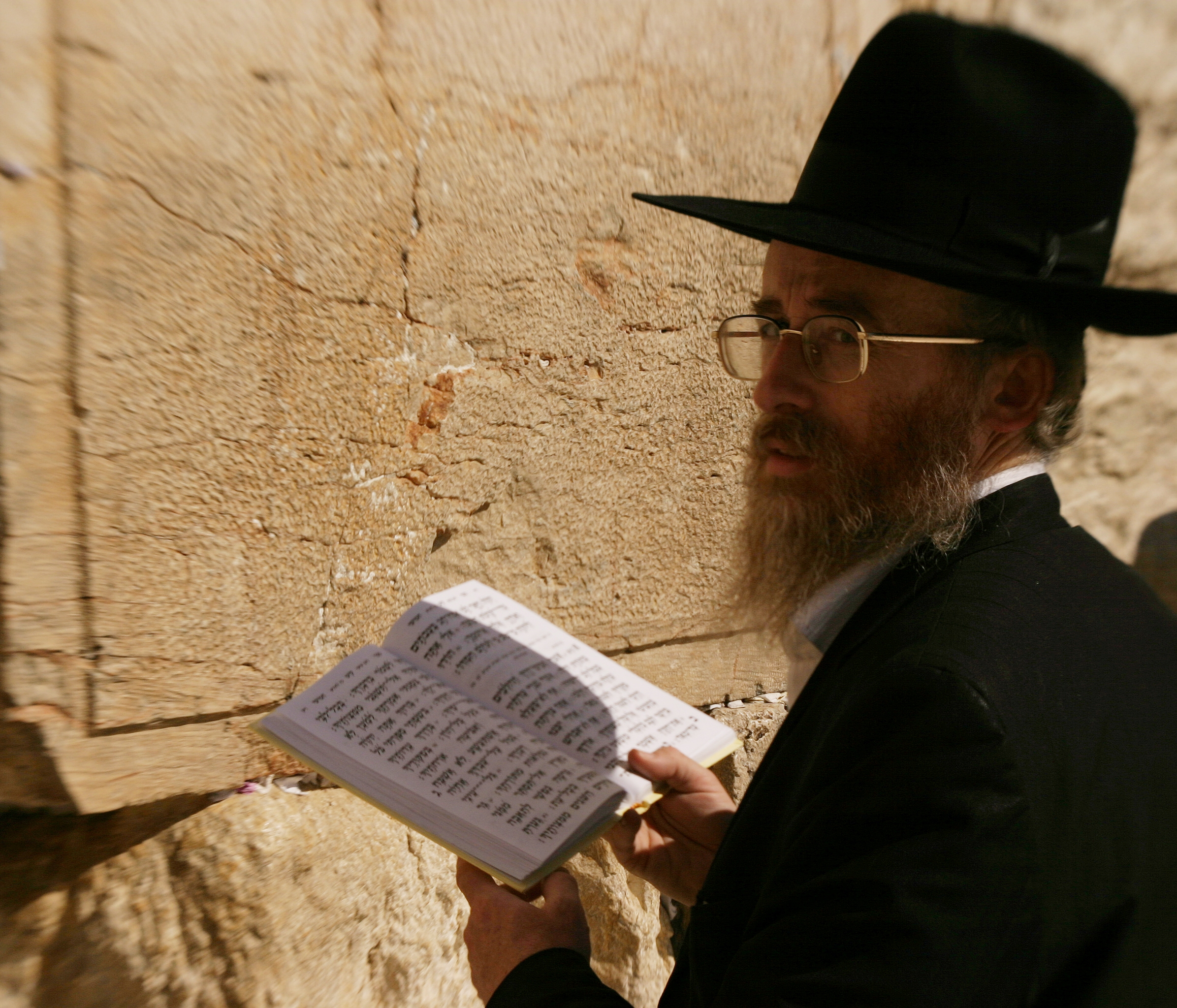
Một chàng trai trẻ người Do Thái đọc kinh cầu nguyện

Theo truyền thống, tín hữu Do Thái giáo cầu nguyện ba lần mỗi ngày và bốn lần trong ngày lễ Shabbat hoặc các ngày lễ khác của Do Thái giáo. Trọng tâm của mỗi buổi cầu nguyện là Amidah (tiếng Hebrew: תפילת העמידה) hay còn gọi là Shemoneh Esrei, đây là lời nguyện chính bao gồm 19 lời chúc lành. Một kinh nghiệm quan trọng khác là tuyên xưng đức tin, đó là Shema Yisrael (tiếng Hebrew: שמע ישראל) hoặc gọi tắt là Shema. Kinh Shema là trích dẫn lại các lời đã ghi chép trong sách Torah (Sách Đệ nhị luật 6:4): Shema Yisrael Adonai Eloheinu Adonai Echad, tạm dịch "Này hỡi dân Israel! Thiên Chúa là Chúa chúng ta! Là Thiên Chúa duy nhất!"
Hầu hết các tín hữu đều có thể cầu nguyện riêng mặc dù cầu nguyện nhóm được ưa chuộng hơn. Để cầu nguyện nhóm cần phải có 10 tín hữu trưởng thành, gọi là minyan. Đại đa số cộng đồng Do Thái giáo chính thống và một số cộng đồng Do Thái giao bảo thủ chỉ chấp nhận nam giới để tạo nhóm cầu nguyện minyan; Ngược lại, hầu hết cộng đồng Do Thái giáo bảo thủ và các hệ phái Do Thái giáo khác, nữ giới cũng tạo nhóm cầu nguyện được.
Ngoài các buổi cầu nguyện chung, người Do Thái còn cầu nguyện và đọc kinh tạ ơn cho các hoạt động khác trong ngày. Cầu nguyện khi thức dậy vào buổi sáng, cầu nguyện trước khi ăn hoặc uống, đọc kinh tạ ơn sau bữa ăn...v.v.
Cách thức cầu nguyện của các hệ phái Do Thái giáo cũng khác nhau. Các khác biệt có thể kể đến là kinh đọc, mức độ thường xuyên của các buổi cầu nguyện, số lượng kinh cầu trong các buổi phụng vụ, cách sử dụng nhạc cụ và thánh ca, các lời kinh cầu theo ngôn ngữ tế lễ truyền thống hoặc tiếng địa phương. Nhìn chung, các giáo đoàn Do Thái giáo chính thống và Do Thái giáo bảo thủ tuân thủ chặt chẽ các truyền thống còn Do Thái giáo cải cách và Do Thái giáo tái thiết thì sử dụng các bản dịch và các bản văn đương đại khi cầu nguyện. Thêm vào đó, trong hầu hết các cộng đoàn Do Thái giáo bảo thủ, và toàn bộ các giáo đoàn Do Thái giáo cải cách và tái thiết, phụ nữ cũng được tham gia các nghi thức phụng vụ như nam giới, bao gồm cả những nghi thức mà trước đây chỉ dành riêng cho nam giới như là đọc sách Torah. Trong các đền thờ Do Thái giáo cải cách còn sử dụng cả đàn và hợp xướng.

### Sabbath

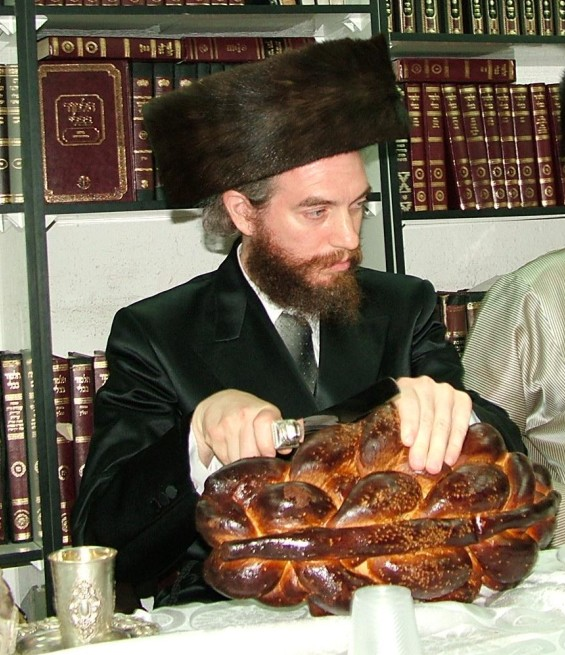
Người Do Thái cắt bánh mì xoắn (challah) để ăn trong ngày Shabbat

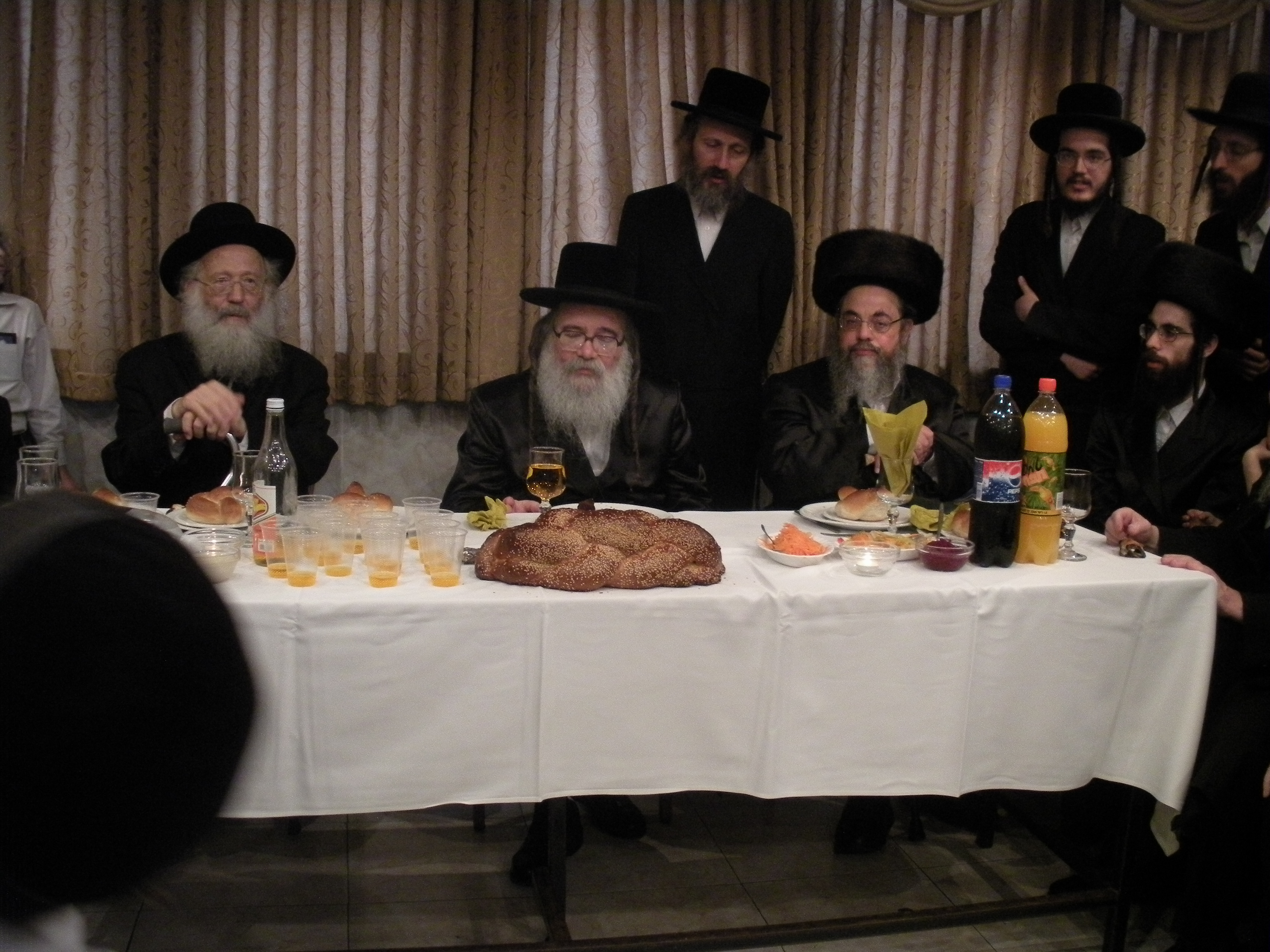
Người Do Thái hội họp ăn uống vào ngày Shabbat

Sabbath (tiếng Hebrew: שַׁבָּת), là ngày nghỉ hàng tuần, bắt đầu từ lúc trước khi mặt trời lặn ngày thứ sáu và kết thúc sau khi mặt trời lặn vào ngày thứ bảy, tưởng nhớ ngày nghỉ của Thiên Chúa sau sáu ngày tạo dựng vũ trụ. Ngày lễ này rất quan trọng trong việc thực hành đạo và được quy định trong giáo luật. Lúc mặt trời lặn ngày thứ sáu, người phụ nữ trong gia đình đón ngày Sabbath bằng cách thắp hai hoặc nhiều cây nến và đọc lời chúc lành. Bữa tối bắt đầu với Kiddush, lời chúc lành trên chén rượu, và Mohtzi, lời chúc lành trên bánh mì. Ngoài ra, trên bàn ăn còn có thể bày thêm challah, hai ổ bánh mì xoắn. Trong ngày Sabbath, người Do Thái bị cấm làm những việc như đã quy định trong 39 danh mục hoạt động bị cấm trong ngày Sabbath. Những hành động bị cấm bao gồm: đốt lửa, viết lách, sử dụng tiền bạc hoặc mang vác ở nơi công cộng. Việc cấm đốt lửa trong thời kỳ hiện đại là cấm lái xe (vì có đốt cháy nhiên liệu) và sử dụng điện.

### Các ngày lễ
Đạo Do Thái Giáo có nhiều ngày lễ và những ngày lễ Do Thái được tính theo lịch Hebrew hay còn gọi là lịch Do Thái. Các ngày lễ của Do Thái giáo nhằm tôn vinh mối quan hệ giữa Thiên Chúa và thế giới, như là Sáng thế, Mạc khải, và Cứu thế.

#### Lễ trọng
Lễ trọng (Yamim Noraim) là các lễ về sự phán xét và tha thứ.
- Tết Do Thái, (Tiếng Anh: Rosh Hashanah) (còn gọi là Yom Ha-Zikkaron ("Ngày tưởng niệm,") và Yom Teruah ("Ngày tiếng kèn Shofar"). Tết Do Thái là lễ Năm mới của Do Thái giáo, mặc dù nó là ngày thứ nhất của tháng thứ 7 Tishri, theo lịch Do Thái. Tết Do Thái đánh dấu bắt đầu thời gian 10 ngày để đền bù tội lỗi chuẩn bị cho Lễ Đền Tội, trong thời gian này, người Do Thái sửa soạn tâm hồn, sám hối và làm việc đền bù tội lỗi đã phạm một cách vô tình hay cố ý trong suốt năm qua. Trong ngày lễ này, người ta thổi kèn shofar (kèn sừng cừu), trong đền thờ, người ta ăn táo và uống mật ong, đọc các lời chúc lành trên thực phẩm tượng trưng như quả lựu chẳng hạn.
- Lễ Đền Tội, (Tiếng Anh: Yom Kippur) (Hebrew: יוֹם כִּפּוּר) là một trong những lễ trọng của Do Thái giáo. Đó là ngày cộng đoàn tụ họp lại và cầu nguyện xin tha thứ tội lỗi đã phạm. Các tín hữu cầu nguyện suốt ngày trong đền thờ, đọc kinh từ sách Mahzor, thỉnh thoảng có nghỉ một tí vào buổi chiều. Vào đêm lễ Lễ Đền Tội, trước khi thắp nến, người ta ăn nhẹ (suhoor). Nghi thức trong các đền thờ vào đêm Lễ Đền Tội bắt đầu với lời kinh Kol Nidre. Vào dịp lễ này có thể mặc quần áo trắng nhưng không được mang giày da. Ngày tiếp theo, người ta cầu nguyện từ sáng đến tối. Khi buổi cầu nguyện kết thúc ("Ne'ilah,") người ta thổi một hồi dài kèn shofar.

#### Ba lễ hành hương

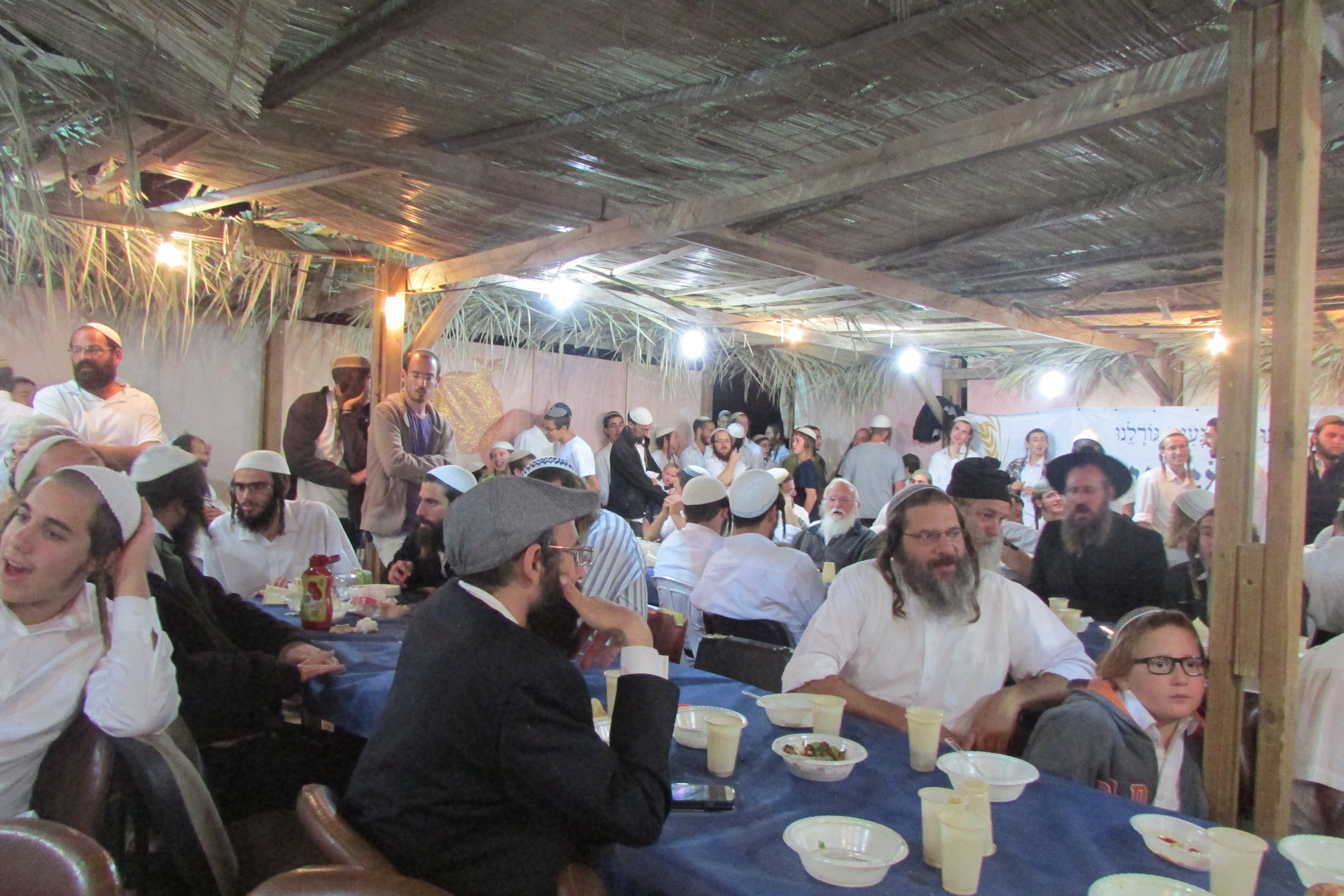
Cộng đồng người Do Thái ăn mừng lễ lều tạm

Các ngày lễ thánh (haggim), để kỷ niệm các mốc trong lịch sử Do Thái giáo, như việc thoát khỏi đất Ai Cập, sự mạc khải của Thiên Chúa trong sách Torah, hoặc đôi khi đánh dấu sự chuyển mùa hoặc lúc giao mùa giữa các chu kỳ trồng trọt. Có ba lễ chính, đó là Lễ Vượt qua, Lễ Ngũ Tuần và Lễ Lều tạm. Trong ba dịp lễ này, các tín hữu thường hành hương về Jerusalem để dâng sự hy sinh trong Đền Thánh.
- Lễ Lều Tạm (Sukkot) tưởng nhớ Con cái Israel phải mất 40 năm đi qua sa mạc để trở về miền Đất Hứa. Lễ này kỷ niệm việc dựng các lều tạm (sukkot) khi dân Israel lưu đày trên đất Ai Cập. Lễ này trùng với mùa thu hoạch hoa quả và đánh dấu sự kết thúc một chu kỳ trồng cấy. Người Do Thái từ tất cả các nơi trên đất nước sẽ hành hương tới đất thánh Jerusalem. Lễ Lều tạm kết thúc bằng lễ Shemini Atzeret (tiếng Hebrew: שמיני עצרת), (lễ người Do Thái cầu mưa) và Lễ Ăn Mừng Kinh Thánh Torah (Tiếng Anh: Simchat Torah) (tiếng Hebrew: שמחת תורה), là lễ đánh dấu sự kết thúc của sách Torah và bắt đầu một chu kỳ sách mới.
- Lễ Vượt qua là ngày lễ nghỉ kéo dài một tuần, bắt đầu vào chiều tối ngày thứ 14 của Nisan (tháng thứ nhất theo lịch Do Thái), để tưởng nhớ ngày thoát khỏi Ai Cập. Các nước khác ngoài Israel, Lễ Vượt qua được mừng trong tám ngày. Thời xưa, lễ này trùng vào mùa gặt lúa mạch. Đây là lễ duy nhất tập trung cho các nghi thức được thực hiện ngay tại nhà, đó là "Bữa tối lễ Vượt qua". Thực phẩm có men (chametz) được mang ra khỏi nhà trước ngày lễ và suốt tuần sẽ không dùng thực phẩm có men. Nhà cửa được dọn dẹp sạch sẽ để bảo đảm không còn bánh mì trong nhà vào buổi sáng của ngày lễ, người ta sẽ đốt tượng trưng chiếc bánh có men cuối cùng trong nhà. Bánh không men (Matzo) sẽ được dùng thay cho bánh mì.
- Lễ Tuần (Shavuot) kỷ niệm sự mạc khải của sách Torah cho Con cái Israel trên núi Sinai. Đây còn được gọi là Lễ Bikurim (Lễ hội của hoa quả đầu mùa), lễ này trùng với mùa thu hoạch lúa mì. Trong ngày lễ Shavuot, người ta tổ chức học suốt đêm (Tikkun Leil Shavuot), ăn thực phẩm làm từ sữa (bánh phô-mai và bánh kếp mỏng được đặc biệt yêu thích), đọc Sách Ruth (tiếng Hebrew: מגילת רות), trang trí nhà cửa và đền thờ thành màu xanh lá cây, mặc quần áo trắng, tượng trung cho sự thanh khiết.

#### Ngày lễ khác

##### Purim

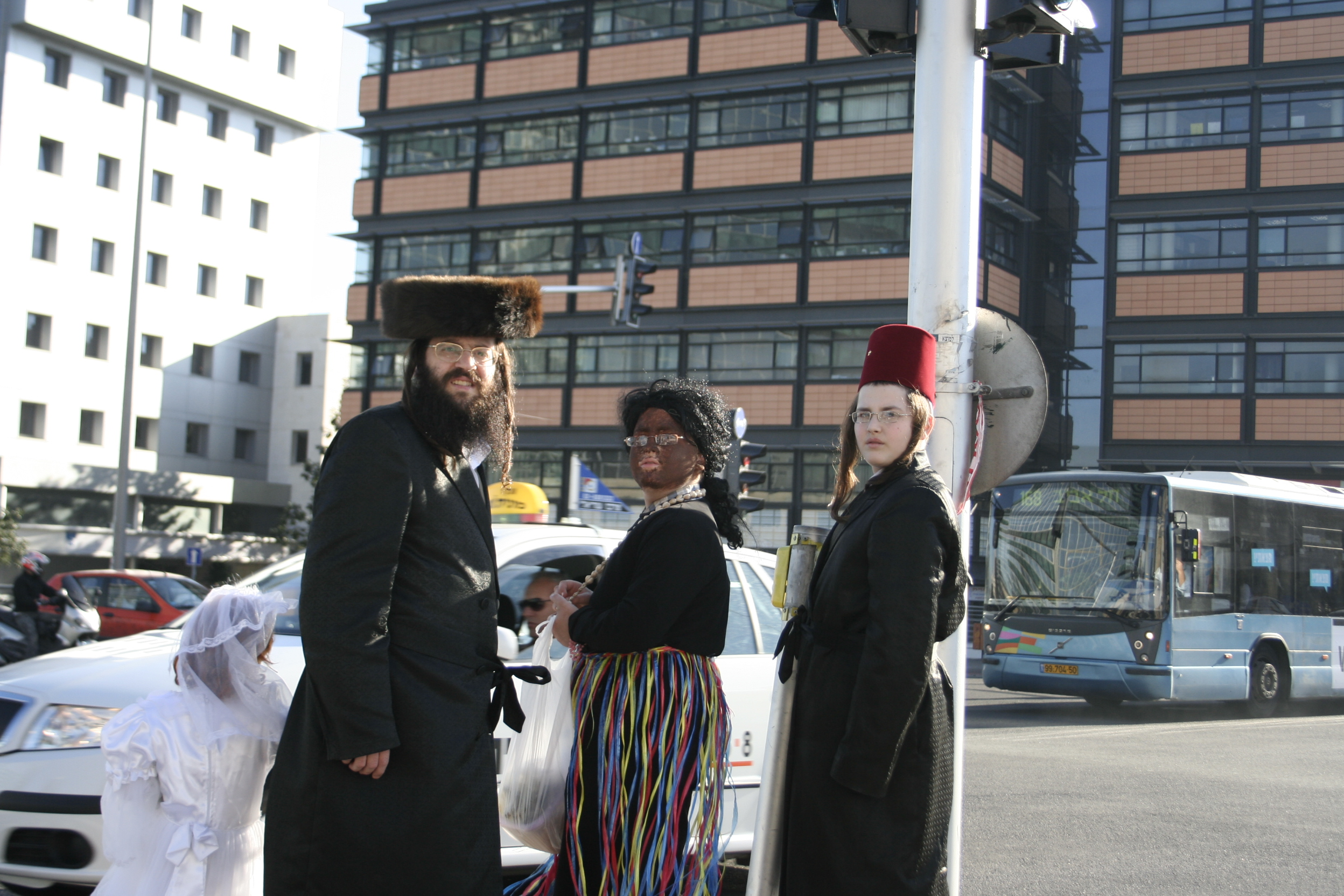
Tết Purim ở Tel Aviv gia đình người Do Thái hóa trang đi chơi dạo phố

Purim (tiếng Hebrew: פורים Pûrîm) là lễ mừng, tưởng nhớ việc giải thoát dân Do Thái gốc Iran (Persian Jews) khỏi bị truy sát của Haman, người đã tìm để tiêu diệt họ, theo như Sách Esther đã ghi chép. Trong ngày lễ này, người ta đọc Sách Esther ở nơi công cộng, trao tặng nhau thực phẩm và thức uống, làm việc từ thiện cho người nghèo, và ăn mừng (Esther 9:22). Các tập tục khác bao gồm uống rượu, ăn bánh "hamantash", mang mặt nạ, tổ chức diễu hành (carnival) và tiệc mừng.
Tết Phú Rim được kỷ niệm hàng năm vào ngày thứ 14 của tháng Adar theo lịch Do Thái, tương đương với tháng hai hoặc tháng ba của Dương lịch

##### Hanukkah
Hanukkah, (tiếng Hebrew: חנוכה), còn gọi là Lễ hội Ánh sáng, là lễ kéo dài tám ngày bắt đầu từ ngày thứ 25 của tháng Kislev theo lịch Do Thái. Trong dịp lễ này, người Do Thái sẽ thắp thêm một ngọn đèn theo số tăng dần của mỗi đêm lễ, đêm thứ nhất thắp một ngọn đèn, đêm thứ hai thắp hai ngọn đèn...cho đến đêm cuối cùng là tám ngọn đèn.
Lễ Hanukkah có nghĩa là "dâng hiến" vì nó đánh dấu việc tái dâng hiến Đền thờ sau khi đền thờ bị vua Antiochus IV Epiphanes báng bổ. Trong đức tin, Hanukkah nhằm tưởng nhớ "Dầu kỳ diệu". Theo sách Talmud, khi tái dâng hiến Đền thờ Jerusalem sau chiến thắng của phong trào Macabê đối với Đế chế Seleucid, chỉ còn đủ dầu thánh để đốt lửa vĩnh cửu trong Đền thờ trong một ngày. Kỳ diệu thay, lửa đã cháy trong tám ngày - đó là thời gian đủ để ép, chuẩn bị và thánh hoá dầu mới.
Hanukkah không được đề cập đến trong Kinh thánh và cũng chưa bao giờ được xem là lễ chính của Do Thái giáo nhưng lễ này đã được mừng rộng rãi ở nhiều nơi, chủ yếu là do lễ cũng trùng vào dịp Lễ Giáng sinh.